# 23685 Тоальдо
23685 Тоальдо (23685 Toaldo) — астероїд головного поясу, відкритий 1 травня 1997 року.
Тіссеранів параметр щодо Юпітера — 3,361.